# TuS Wanne 28
Der TuS Wanne 28 ist ein Sportverein aus dem Herner Stadtteil Wanne-Eickel. Die erste Fußballmannschaft spielte vier Jahre in der höchsten westfälischen Amateurliga.

## Geschichte
Der Verein wurde im Jahre 1928 als TuS Reichsbahn Wanne gegründet. Im Jahre 1943 erreichte die Mannschaft die Aufstiegsrunde zur seinerzeit erstklassigen Gauliga Westfalen, scheiterte allerdings in der Aufstiegsrunde an der SpVgg Erkenschwick. Nach dem Ende des Zweiten Weltkrieges spielte die Mannschaft zunächst für einige Jahre im Mittelfeld der Bezirksklasse und schaffte im Jahre 1952 den Aufstieg in die Landesliga, die seinerzeit höchste Amateurliga Westfalens. Gleichzeitig nahm der Verein seinen heutigen Namen an. Gleich in der Aufstiegssaison 1952/53 erreichten die Wanner mit Rang fünf ihren sportlichen Zenit. 
Drei Jahre später wurde die Mannschaft Vorletzter und schaffte nur deshalb den Klassenerhalt, da durch die Einführung der Verbandsliga Westfalen der Abstieg in der Landesliga ausgesetzt wurde. Schon in der folgenden Spielzeit stiegen die Wanner als abgeschlagener Tabellenletzter aus der Landesliga ab. Bei der SG Welper verlor die Mannschaft mit 1:10, beim TSV Fichte Hagen gar mit 0:11. In der folgenden Bezirksklassensaison 1957/58 wurde die Mannschaft in die Kreisklasse durchgereicht. Damit verschwand der Verein aus dem höherklassigen Fußball. Seit dem Abstieg im Jahre 2024 treten die Wanner in der Herner Kreisliga C an.

## Persönlichkeiten
- Friedrich Schrebb